# Adolph Alexander Weinman

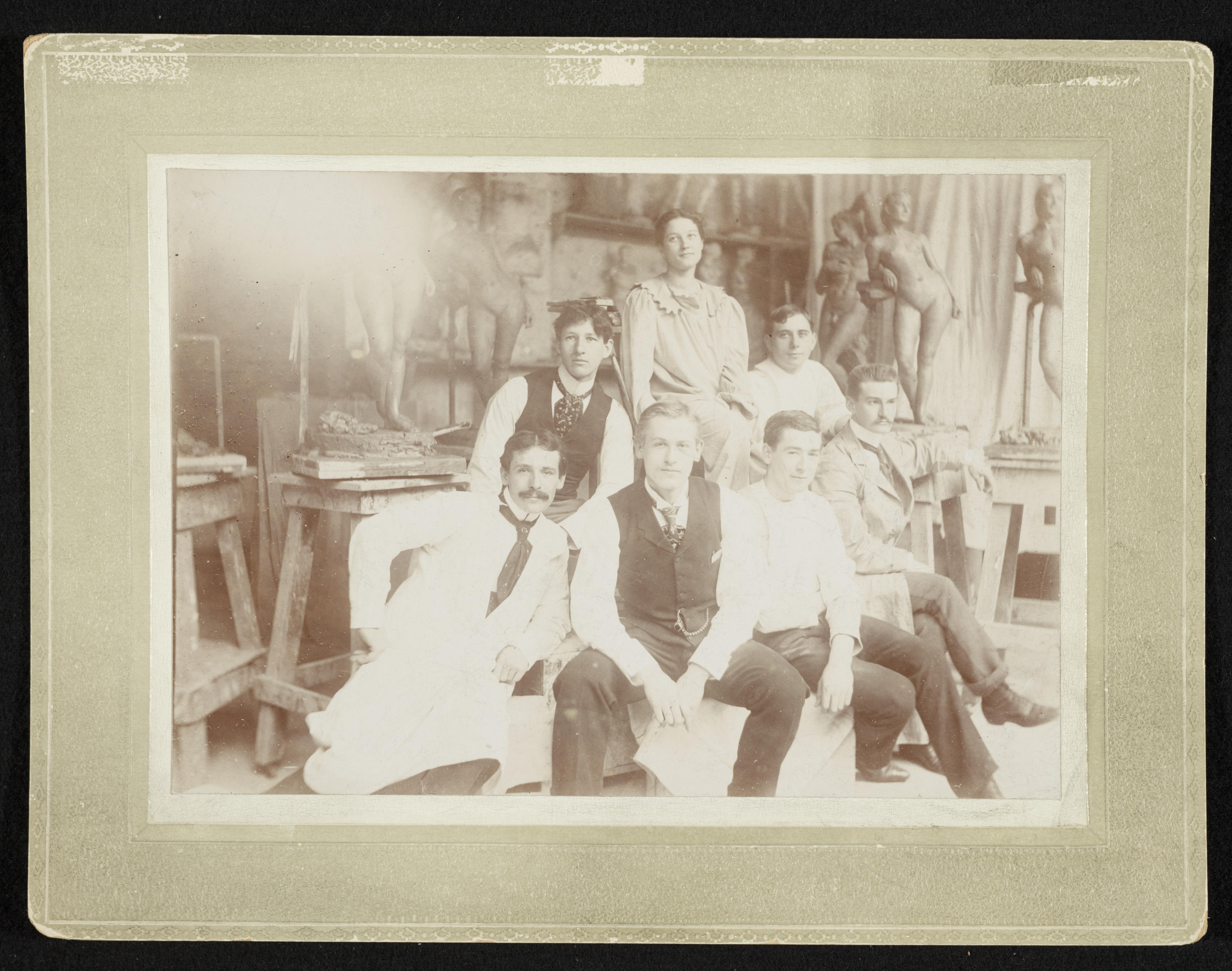
Unbekannter Photograph, Adolph Alexander Weinman (Mitte), gemeinsam mit Charles Keck und weiteren Künstlern sowie einem Model in einem vermutlich der Art Students League in New York City gehörendem Studio, um 1897, Archives of American Art.

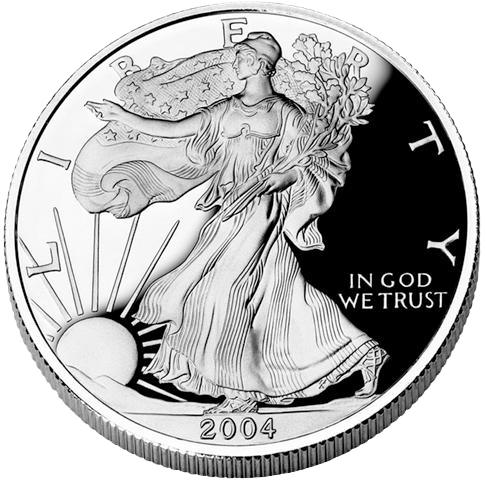
„Walking Liberty“ auf dem Silver Eagle

Adolph Alexander Weinman (* 11. Dezember 1870 in Durmersheim; † 8. August 1952 in Port Chester, New York) war ein US-amerikanischer Bildhauer und Medailleur deutscher Abstammung.

## Leben
Im Alter von 14 Jahren wanderte er mit seiner Familie in die Vereinigten Staaten aus. Er ging in New York zur Schule und studierte dort fünf Jahre lang am Cooper-Union-College bei Augustus Saint-Gaudens und Philip Martiny Bildhauerei. Später war er als Assistent von Charles Henry Niehaus, Olin Warner und Daniel Chester French tätig.
Obwohl Weinman sich gegen diese Darstellung wehrte, so ist sein Name eng mit der US-amerikanischen Numismatik verknüpft. Für den 1916 bis 1947 geprägten Halbdollar entwarf er das Motiv der „Walking Liberty“, welches später auch für die Silver-Eagle-Münze verwendet wurde. Neben dem Halbdollar entwarf Weinman das Motiv für das 10-US-Cent-Stück (Dime) und verschiedene Medaillen für das Militär.
Neben numismatischen Arbeiten schuf Weinman auch diverse Skulpturen. An den Kapitolen der US-Bundesstaaten Wisconsin, Missouri und Louisiana finden sich Werke von ihm. Besonders das Architektenbüro McKim, Mead, and White vergab Aufträge an Weinman, dessen Arbeiten daher verschiedene Gebäude in New York City dekorieren oder dekorierten. Für den „Elks National Shrine“ in Chicago schuf er einen Fries, des Weiteren war er auch an der Ausgestaltung des Jefferson Memorials und dem Gebäude des Supreme Court in Washington, D.C. beteiligt.
1910 wurde Adolph Weinman zum Mitglied der American Academy of Arts and Letters und 1911 zum Mitglied (N.A.) der National Academy of Design in New York gewählt.

## Nachlass
1971 und 1972 liehen die Söhne Weinmans, Howard und Robert A. Weinman, den Archives of American Art Material aus dessen Nachlass zur Mikroverfilmung. Howard Weinman schenkte dem Archiv 1972 Materialien, sein Bruder überließ diesem 1976 weitere Papiere. 2005 wurden die Mikrofilme digitalisiert und sind online verfügbar. Die Archives of American Art haben den Nachlassbestand zudem mit Material aus anderer Herkunft angereichert, das an die Institution gelangte. So umfasst der Bestand auch Korrespondenz zwischen Adolph Alexander Weinman und der Corcoran Gallery of Art und der Medallic Art Company.